# Маршессо, Жонатан
Джонатан Маршессо (фр. Jonathan Marchessault; 27 декабря 1990, Кап-Руж, Квебек, Канада) — профессиональный канадский хоккеист, выступающий на позиции центрального нападающего за клуб Национальной хоккейной лиги «Нэшвилл Предаторз». Обладатель Кубка Стэнли 2023, а также приза самому ценному игроку плей-офф — «Конн Смайт Трофи».

## Карьера

### Клубная
На юниорском уровне выступал за клуб Главной юниорской хоккейной лиги Квебека «Квебек Ремпартс». На драфте НХЛ не выбирался.
Первый профессиональный контракт подписал с фарм-клубом «Нью-Йорк Рейнджерс» в АХЛ — «Коннектикут Уэйл». В первом же сезоне разделил первое место среди бомбардиров «Коннектикута», набрав 64 очка, и стал лучшим распасовщиком, отдав 40 результативных передач.
После удачного сезона не стал продлевать контракт с «Коннектикутом» и подписал 3-летний контракт новичка с клубом НХЛ «Коламбус Блю Джекетс». В сезоне 2012/13, выступая за фарм-клуб «Коламбуса» — «Спрингфилд Фэлконс», вошёл в состав Первой пятёрки звёзд АХЛ. Дебютировал в НХЛ в составе «Блю Джекетс» 31 января 2013 года в матче против «Сент-Луис Блюз». 5 марта 2014 года был обменян в «Тампу-Бэй Лайтнинг».
11 апреля 2015 года набрал свои первые очки в НХЛ, забросив шайбу в ворота «Бостон Брюинз». 28 июня 2015 года заключил с «Тампой» однолетний двусторонний контракт.
По окончании контракта в качестве неограниченно свободного агента подписал контракт с «Флоридой Пантерз» сроком на два года с заработной платой $ 750 тыс. в год. Сезон 2016/17 стал для игрока прорывным. В первых 10 матчах сезона набрал 11 (6+5) очков. 25 марта сделал первый в карьере хет-трик, забросив 3 шайбы в ворота «Чикаго Блэкхокс». Всего провёл 75 матчах регулярного чемпионата и набрал 51 (30+21) очко и стал лучшим снайпером команды в сезоне, а также занял 2-е место в списке бомбардиров «Флориды» (всего на 1 очко меньше лидера команды — Александра Баркова). Несмотря на это, «Пантерз» решили не защищать игрока на драфте расширения НХЛ 2017, что задело игрока. В результате, «Вегас Голден Найтс» договорился с «Флоридой», и Маршессо вместе с Рейли Смитом перешли в состав «Голден Найтс».
В сезоне 2017/18 Маршессо стал лидером новой команды НХЛ и помог «Вегасу» установить множество рекордов для команды-дебютанта и попасть в плей-офф. В конце ноября Джонатан в трёх матчах подряд набирал по 3 очка и был признан первой звездой недели. 3 января 2018 года подписал с «Вегасом» новый контракт сроком на 6 лет на общую сумму $ 30 млн. По итогам регулярного чемпионата стал лучшим бомбардиром «Голден Найтс», набрав 75 очков, и вторым по показателю полезности во всей НХЛ, заработав +36 (у напарника по звену Вильяма Карлссона +49).
Сезон 2022/23 стал успешным для Маршессо и его команды; в регулярном чемпионате он набрал в 76 матчах 57 очков, забросив 28 шайб, а «Голден Найтс» заняли первое место в Западной конференции. Результативная и яркая игра Маршессо в плей-офф стала одной из составляющих успеха команды, которая впервые в истории выиграла Кубок Стэнли, обыграв в финале «Флориду Пантерз» со счётом 4-1. За весь плей-офф Маршессо набрал 25 очков, став одним из лучших бомбардиров и снайперов турнира, а также получил «Конн Смайт Трофи», приз, который вручается самому ценному игроку плей-офф.
1 июля 2024 года в качестве неограниченно свободного агента подписал пятилетний контракт с «Нэшвилл Предаторз» на сумму $27,5 млн.

### В сборной
В 2019 году принял участие в чемпионате мира в составе сборной Канады с которой завоевал серебряные медали, набрав на турнире 10 (3+7) очков в 10 матчах.

## Статистика
| Легенда | Легенда                    | Легенда | Легенда                   | Легенда | Легенда    |
| ------- | -------------------------- | ------- | ------------------------- | ------- | ---------- |
| И       | Количество проведённых игр | Штр     | Штрафное время            | +/−     | Плюс-минус |
| Г       | Голы                       | П       | Голевые передачи          | О       | Очки       |
| -       | Статистика неизвестна      | —       | Статистика не учитывалась |         |            |

### Комментарии
1. ↑  В СМИ распространён английский вариант произношения имени — Джонатан, однако согласно Французско-русской практической транскрипции, правильным вариантом передачи имени является — Жонатан.